# Faro di Cordouan
Il faro di Cordouan è un faro francese situato a 7 chilometri di distanza dalla costa sul plateau de Cordouan, alla foce della Gironda, estuario formato dalla confluenza della Garonna e della Dordogna nell'Oceano Atlantico. Dal 2021 è entrato a far parte dei patrimoni dell'umanità dell'UNESCO.